# The Common Man's Collapse
The Common Man's Collapse è il secondo album in studio del gruppo musicale statunitense Veil of Maya, pubblicato nel 2008.

## Tracce
1. Wounds (intro) – 1:03
2. Crawl Back – 4:02
3. Mark the Lines – 3:57
4. It's Not Safe to Swim Today – 2:43
5. Entry Level Exit Wounds (re-recorded version) – 2:51
6. Pillars (instrumental) – 2:09
7. We Bow in Its Aura – 3:47
8. All Eyes Look Ahead – 2:30
9. Sever the Voices (re-recorded version) – 5:05
10. It's Torn Away – 5:01

## Formazione
- Brandon Butler – voce
- Marc Okubo – chitarra
- Sammy Applebaum – batteria
- Kris Higler – basso